# فرودگاه آبی زبالوس
فرودگاه آبی زبالوس (به انگلیسی: Zeballos Water Aerodrome) یک فرودگاه همگانی است که یک باند فرود آب دارد. این فرودگاه در کشور ایالات متحده آمریکا قرار دارد و در ارتفاع ۰ متری از سطح دریا واقع شده است.